# Дунданг Тідулай
Дунданг Тідулай (д/н — 1678) — 8-й султан Магінданао в 1671—1678 роках. Посмертне ім'я Сайф уд-Дін.

## Життєпис
Син султана Мухаммада Діпатуата Кударата. Відомостей про нього обмаль. 1671 року посів трон. Прийняв тронне ім'я ас-Салехін ас-Сайфуллах.
Перейшов до політики оборони й збереження існуючих володінь султанату. Тому зрештою вимушений був укласти угоду з Буісаном, дату Давао, щодо спільного панування на племенами в районі затоки Бутуан (північ Мінданао).
Помер 1678 року. Йому спадкував син Мінулу са-Рахматуллах, що прийняв ім'я Абд ал-Рахман.